# Михайленко, Яков Фомич
Яков Фомич Михайленко (5 ноября 1923 — 14 ноября 2013) — передовик советского сельского хозяйства, комбайнёр совхоза «Симферопольский» Министерства хлопководства СССР, Крымская область, Герой Социалистического Труда (1952).

## Биография
Родился в 1923 году в селе Копиевата, Каневского района, Черкасской области, в украинской крестьянской семье.
В 1932 году из-за голода семья переехала на постоянное место жительство в село Краснознаменка в Крым. В 1939 году завершив обучение в седьмом классе школы, Яков поступает в медицинское училище в городе Феодосия. Окончание второго курса ознаменовалось началом Великой Отечественной войны.
Прибывал на территории Крыма в момент вражеской оккупации. В 1944 году, после освобождения, трудоустроился комбайнёром в совхоз «Симферопольский». В уборку урожая в 1951 году, на комбайне «Сталинец-6» намолотил 13331 центнер зерновых.
Указом Президиума Верховного Совета СССР от 11 марта 1952 года за достижение высоких показателей в производстве продукции сельского хозяйства и высокие урожаи зерновых Якову Фомичу Михайленко было присвоено звание Героя Социалистического Труда с вручением ордена Ленина и медали «Серп и Молот».
В 1952 году назначен управляющим одним из отделений совхоза. В 1956 году завершил обучение в техникуме в городе Ейске. После назначен на должность заведующим центральной ремонтной мастерской. В 1962 году окончил обучение в Мелитопольском институте механизации. Трудился главным инженером совхоза «Береговое», затем перешёл работать начальником цеха на электромеханическом заводе строительных машин. В 1962 году переехал жить в Мелитополь, работал в районном объединении Сельхозтехники. Был заместителем управляющего. В 1984 году вышел на пенсию. но продолжил работать консультантом.
Являлся депутатом Крымского областного и Октябрьского районного Совета депутатов трудящихся.
Проживал в городе Мелитополе. Умер 14 ноября 2013 года.

## Награды
За трудовые и боевые успехи был удостоен:
- золотая звезда «Серп и Молот» (11.03.1952)
- орден Ленина (11.03.1952)
- Две медали «За трудовую доблесть» (02.09.1949, 26.08.1953)
- другие медали.